# Jariyan al Batnah
Jariyan al Batnah (جريان الباطنة) est une ville du Qatar. C'est une ancienne municipalité.
Jariyan al Batnah s'étendait sur 3 906 km2 et sa population était estimée à 6 308 habitants en 2004. C'était la plus grande subdivision du pays, c'était aussi la seule subdivision qui avait des frontières avec un autre pays, notamment l'Arabie saoudite. En 2004 le pays a été redivisé et le territoire de la municipalité a été réparti entre Al Rayyan et Al Wakrah. 